# Adrie Koster
Adrianus "Adrie" Cornelis Koster (ur. 18 listopada 1954 w Zierikzee) – holenderski trener piłkarski i piłkarz grający na pozycji prawego pomocnika.

## Kariera piłkarska
Adrie Koster jest wychowankiem stołecznego VV Zierikzee, gdzie grywał na szczeblu juniorskim. Zawodową karierę piłkarską rozgrywał jedynie sześć lat w holenderskich klubach. Jest wychowankiem Roda JC, w której grał dwa sezony. Rozegrał tam pięćdziesiąt sześć spotkań, w czym zaliczył jedenaście trafień. W sezonie 1979/1980 został sprzedany do zespołu górnej tabeli Eredivisie - PSV Eindhoven. Zadebiutował tam 2 października 1979 przeciwko NAC Breda (8:1). Po znakomitej grze zgłaszały się po niego kluby z takich państw jak Hiszpania czy Włochy. Nagła kontuzja, która uprzykrzała mu grę w piłkę nożną przerwała jego karierę piłkarską. Zrezygnował z gry i został trenerem.
| Sezon   | Klub             | Kraj     | Rozgrywki  | Mecze | Bramki |
| ------- | ---------------- | -------- | ---------- | ----- | ------ |
| 1977/78 | Roda JC Kerkrade | Holandia | Eredivisie | 31    | 6      |
| 1978/79 | Roda JC Kerkrade | Holandia | Eredivisie | 25    | 5      |
| 1979/80 | PSV Eindhoven    | Holandia | Eredivisie | 10    | 5      |
| 1980/81 | PSV Eindhoven    | Holandia | Eredivisie | 15    | 3      |
| 1981/82 | PSV Eindhoven    | Holandia | Eredivisie | 14    | 3      |
| 1982/83 | PSV Eindhoven    | Holandia | Eredivisie | 1     | 0      |

## Kariera reprezentacyjna
Z reprezentacją był związany od 20 września 1978, kiedy zadebiutował w meczu przeciwko Islandii. Karierę reprezentacyjną zakończył dokładnie miesiąc później przeciwko Niemcom. W reprezentacji "Oranje" zagrał łącznie 3 mecze. Był także w kadrze na Euro 80, jednak nie pojawił się ani razu na boisku.

## Kariera trenerska
Na karierę trenerską zdecydował się po tym jak doznał ciężkiej kontuzji w PSV Eindhoven. Właśnie ten klub został pierwszym pracodawcą Andri'ego, ale jako asystenta pierwszego szkoleniowca. Podobnie było w Willem II Tilburg, lecz ostatni sezon pozwolił mu zostać podstawowym trenerem, a nie jak wcześniej. W sezonach 1991/92 oraz 1992/93 był trenerem klubu, gdzie wychował się jako piłkarz - Roda JC Kerkrade. Następnie przez życie trenerskie Adri'ego Kostera przeplatały się drużyny z dolnych półek Eredivisie oraz Eerste divisie: Helmond Sport, TOP Oss, SBV Excelsior oraz VVV Venlo. W okresie 2003/04 nie miał klubu, ale szybko, bo w sezonie 2005/06 zgłosił się po niego jeden z lepszych zespołów w Holandii, RKC Waalwijk. Jako trener nie osiągnął rządnych sukcesów. 9 października 2007 roku został trenerem Ajaksu Amsterdam. Na stanowisku zastąpił Henka ten Cate, który zdecydował się odejść do Chelsea F.C..